# Sabine Frommel
Pour les articles homonymes, voir Frommel.
Sabine Frommel, née à Katlenburg-Lindau en 1955, est une historienne de l'art et universitaire allemande, spécialiste de la Renaissance française et italienne. 

## Biographie
Née à Katlenburg-Lindau le 27 décembre 1955, 
Sabine Frommel a étudié l'architecture à la Fachhochschule et à l'Académie des beaux-arts de Düsseldorf à partir de 1976, et obtient son diplôme d'architecte en 1982. Étudiante à l'université de Marbourg, où elle se spécialise en histoire de l'architecture, elle reprend des études à Paris, grâce à une bourse de l'état allemand et obtient en 1985 le diplôme français d'architecte (DPLG) en soutenant un mémoire intitulé « Imitation et invention dans l’œuvre de Percier et Fontaine». Elle est recrutée comme enseignante à l'École d'architecture de Paris-La Villette en 1985. 
Elle soutient en 1995 une thèse consacrée à l'architecte Sebastiano Serlio et au château d'Ancy-le-Franc. Depuis 2003 elle est directrice d'étude en histoire de l'art de la Renaissance à l'École pratique des hautes études. Elle dirige également l'équipe Histara (EA 7347).
Elle est depuis 2001 membre associé de l'Académie royale de Belgique, dans la classe des arts.
En 2020, elle est titulaire de la Chaire du Louvre, sur le thème « Peindre l'architecture durant la Renaissance italienne ».

## Vie privée
Elle est l'épouse en secondes noces de l'historien de l'art Christoph Luitpold Frommel.